# حوض‌انبار سرده
حوض انبار سرده مربوط به دوره صفوی است و در خواف، خیابان خواجه یار، فرعی سمت راست واقع شده و این اثر در تاریخ ۲۲ مرداد ۱۳۸۴ با شمارهٔ ثبت ۱۳۲۱۲ به‌عنوان یکی از آثار ملی ایران به ثبت رسیده است.